# Білоруський закордонний архів
Білоруський закордонний архів — архів, створений в 1928 р. (або в 1929 р.) в Празі білоруськими емігрантами з метою збору і збереження матеріалів історії білоруського національно-визвольного руху.
Засновник і перший завідувач — М. Вершинін, в 1934–1938 рр. — завідувач архіву Т. Т. Гриб. Архів належав Міністерству закордонних справ Чехословаччини та еміграційному уряду БНР. Мав 4 відділи: документів (в 1937 р. нараховував 15 000 назв — матеріали Ради і дипломатичних місій БНР, архіви білоруських закордонних організацій, установ, партій, спогади, біографії, листування білоруських діячів та інше); бібліотека білорусознавства (видання про Білорусь на білоруській та інших мовах); періодичних видань (в 1937 р. в архіві зберігалися комплекти 214 найменувань білоруських газет); білоруської бібліографії (12 000 позицій — історична бібліографія та картотека з усіх питань білорусознавства). У лютому 1938 р. президент Ради БНР В. І. Захарко звернувся до професора Славіка, який курирував архів від Міністерства закордонних справ, з проханням дозволити призначити завідувачем Петра Бакача, але питання не було вирішене. У 2-у світову війну архів підпорядковувався німецькій окупаційній владі — Міністерству внутрішніх справ Протектората Богемії і Моравії. У 1943 р. І. А. Єрмаченко знову підняв перед німецькою владою питання про призначення завідувача архіву; на цю посаду знову був запропонований Бакач. Але до кінця війни архів так і залишався без завідувача і фактично не працював. Подальша його доля невідома. Можна припустити, що він міг бути вивезений з Праги білоруськими діячами на Захід або радянськими спецслужбами на Схід, і знаходиться в сховищах на території колишнього СРСР .